# 부산-김해경전철 (기업)
부산-김해경전철주식회사(釜山-金海輕電鐵株式會社, Busan-Gimhae Light Rail Transit Co, Ltd., BGL)는 부산-김해 경전철을 건설하고 운영하는 대한민국의 철도 회사이다. 본사는 경상남도 김해시 생림대로 38 (삼계동)에 위치하고 있다.
경상남도 김해시 삼계동을 출발하여 부산광역시 사상역까지 건설되는 김해경전철은 1992년 노태우 정부의 경량철도 시범사업으로 지정되어 추진하는 사업으로, BTO 방식으로 건설되고 운영된다.

## 역사
- 1992년 8월 12일: 국무회의 의결에 의해 경량전철 건설 정부시범사업으로 선정되었다.
- 2000년 1월 7일: 건교부 고시 제2000-2호에 의해 민간투자시설사업 기본계획이 고시되었다.
- 2000년 6월 7일: 현대산업개발 컨소시엄에서 사업계획서를 제출하였다.
- 2002년 1월 9일: 우선협상대상자로 선정되었다.
- 2002년 12월 13일: 사업시행자로 선정되고 실시협약이 체결되었다.
- 2003년 1월 13일: 부산-김해경전철 주식회사를 설립하였다.
- 2005년 1월 19일: 실시계획이 승인되었다.
- 2006년 2월 15일: 부산-김해경전철을 착공하였다.
- 2007년 5월 20일: 차량시스템과 디자인을 확정하였다.
- 2011년 8월 30일: 부산-김해경전철의 준공이 승인되었다.
- 2011년 9월 9일: 부산-김해경전철을 무료시승 하였다.
- 2011년 9월 16일: 부산-김해경전철을 정식개통 하였다.

## 노선
- ● 부산-김해경전철
  - 영업연장 :
  - 역수: 21개
  - 전동차
    - 편성수 :
    - 차량수 :

  - 차량기지: 신명차량사업소
  - 운행시격 :
  - 소요시분 :
  - 연수송인원 :
  - 연수송수입 :
  - 기타 :

## 차량 안내방송
- 출발역, 환승역, 종착역 시그널 음악
  - 출발역: 미등록
  - 환승역: 미등록
  - 종착역: 미등록
- 한국어: 음성 합성[2]
- 영어: 음성 합성

## 차량 접근음
- 상행선: 연결음
- 하행선: 끊긴음

## 보유차량
- 부산-김해경전철 1000호 단위 전동차 [자동운전.수동운전]운행

## 같이 보기
- 부산-김해경전철
- 부산-김해경전철운영
- 남서울경전철
- 우이신설경전철 (기업)
- 의정부경전철 (기업)
- 용인경량전철